# Llista de Béns Culturals d'Interès Nacional de l'Alt Camp
Llista de Béns Culturals d'Interès Nacional de l'Alt Camp inscrits en el Registre de Béns Culturals d'Interès Nacional (BCIN) del Departament de Cultura de la Generalitat de Catalunya per a la comarca de l'Alt Camp. Inclou els béns immobles més rellevants del patrimoni cultural que tenen la categoria de protecció de major rang com a unitat singular, conjunt, espai o zona amb valors culturals, històrics o tècnics.
L'any 2020, l'Alt Camp comptava amb 42 béns culturals d'interès nacional, tots ells en la categoria de monuments històrics. A continuació es mostren les últimes dades disponibles ordenades per municipis.

## Patrimoni arquitectònic
| Monument                                                                                    | Protecció       | Estil/època                           | Localització                                                                       | Coordenades                                            | Codi?         | Imatge |
| ------------------------------------------------------------------------------------------- | --------------- | ------------------------------------- | ---------------------------------------------------------------------------------- | ------------------------------------------------------ | ------------- | --- |
| Monestir de Santes Creus, Monestir de Santa Maria de Santes Creus                           | BCIN 4-MH-EN    | Romànic, gòtic, barroc XII-XVIII      | Aiguamúrcia Pl. Jaume el Just, 6-7, Santes Creus                                   | 41° 20′ 47″ N, 1° 21′ 51″ E / 41.346261°N,1.364246°E   | RI-51-0000196 | Monestir de Santes Creus (Aiguamúrcia) · Vegeu més fotos d'aquest monument · Carregueu una nova foto d'aquest monument                       |
| Castell de l'Albà                                                                           | BCIN 453-MH     | Romànic XI                            | Aiguamúrcia A l'esquerra del riu Gaià entre el Montmell i Santes Creus             | 41° 21′ 00″ N, 1° 25′ 38″ E / 41.349924°N,1.427149°E   | RI-51-0006548 | Castell de l'Albà (Aiguamúrcia) · Vegeu més fotos d'aquest monument · Carregueu una nova foto d'aquest monument                              |
| Castell de Selma                                                                            | BCIN 723-MH     | Romànic Medieval                      | Aiguamúrcia Al vessant sud-est del puig de les Forques                             | 41° 22′ 01″ N, 1° 27′ 43″ E / 41.367035°N,1.461822°E   | RI-51-0006547 | Castell de Selma (Aiguamúrcia) · Vegeu més fotos d'aquest monument · Carregueu una nova foto d'aquest monument                               |
| Castell de Ramonet                                                                          | BCIN 1346-MH    | Romànic XII                           | Aiguamúrcia Entre l'encreuament de la ctra. TV-2441 i la ctra. a Querol            | 41° 23′ 56″ N, 1° 24′ 46″ E / 41.398974°N,1.412849°E   | RI-51-0006693 | Carregueu una nova foto d'aquest monument |
| Creu de terme d'Aiguamúrcia                                                                 | BCIN 4125-MH    | Gòtic XIV, XVII                       | Aiguamúrcia A l'entrada del nucli urbà de Santes Creus                             | 41° 21′ 00″ N, 1° 21′ 42″ E / 41.349928°N,1.36165°E    | IPA-2227      | Creu de terme d'Aiguamúrcia · Vegeu més fotos d'aquest monument · Carregueu una nova foto d'aquest monument                                  |
| Murs i portals de la vila, torres de l'antiga muralla                                       | BCIN 1855-MH    | Gòtic XIV                             | Alcover                                                                            | 41° 15′ 49″ N, 1° 10′ 18″ E / 41.263695°N,1.171662°E   | RI-51-0006557 | Torres de l'antiga muralla (Alcover) · Vegeu més fotos d'aquest monument · Carregueu una nova foto d'aquest monument                         |
| Església de la Puríssima Sang, Església Vella, Església de Santa Maria, Església de la Sang | BCIN 1856-MH    | Romànic XII                           | Alcover Pl. Església Vella                                                         | 41° 15′ 45″ N, 1° 10′ 16″ E / 41.262368°N,1.171097°E   | RI-51-0001072 | Església de la Puríssima Sang (Alcover) · Vegeu més fotos d'aquest monument · Carregueu una nova foto d'aquest monument                      |
| Torres de defensa del Mas Mont-ravà                                                         | BCIN 1857-MH    | Obra popular Medieval                 | Alcover Partida de Mas Monravà                                                     | 41° 15′ 56″ N, 1° 07′ 46″ E / 41.265473°N,1.129416°E   | RI-51-0006558 | Torres de defensa del Mas Mont-ravà (Alcover) · Vegeu més fotos d'aquest monument · Carregueu una nova foto d'aquest monument                |
| Convent de Santa Anna                                                                       | BCIN 4187-MH-EN | Barroc XVI-XVII                       | Alcover Sota la muntanya del Calvari, prop de la carretera de Mont-ral             | 41° 15′ 59″ N, 1° 10′ 06″ E / 41.266305°N,1.168304°E   | IPA-2164      | Convent de Santa Anna (Alcover) · Vegeu més fotos d'aquest monument · Carregueu una nova foto d'aquest monument                              |
| Restes de murs de la vila d'Alió                                                            | BCIN 773-MH     | Gòtic Medieval                        | Alió                                                                               | 41° 17′ 38″ N, 1° 18′ 17″ E / 41.293912°N,1.304675°E   | RI-51-0006566 | Restes de murs de la vila d'Alió · Vegeu més fotos d'aquest monument · Carregueu una nova foto d'aquest monument                             |
| Torre de Bràfim, Torre del Garriga                                                          | BCIN 742-MH     | Medieval, XIX                         | Bràfim Al nord-est del nucli urbà                                                  | 41° 16′ 40″ N, 1° 21′ 08″ E / 41.27778°N,1.352204°E    | RI-51-0006598 | Torre de Bràfim · Vegeu més fotos d'aquest monument · Carregueu una nova foto d'aquest monument                                              |
| Castell de Cabra                                                                            | BCIN 563-MH     | Medieval                              | Cabra del Camp                                                                     | 41° 23′ 18″ N, 1° 17′ 59″ E / 41.38836°N,1.29982°E     | RI-51-0006600 | Carregueu una nova foto d'aquest monument |
| Castell de Figuerola                                                                        | BCIN 848-MH     |                                       | Figuerola del Camp C. del Castell, sense restes                                    |                                                        | RI-51-0006627 | Carregueu una nova foto d'aquest monument |
| Torre de la Mixarda, Torre dels Moros                                                       | BCIN 1858-MH    | Gòtic XII-XIII, XV                    | Figuerola del Camp Partida del Mas del Llop, a uns 5 km al sud-oest del nucli urbà | 41° 20′ 28″ N, 1° 15′ 17″ E / 41.340976°N,1.254594°E   | RI-51-0006772 | Torre de la Mixarda (Figuerola del Camp) · Vegeu més fotos d'aquest monument · Carregueu una nova foto d'aquest monument                     |
| Castell dels Garidells                                                                      | BCIN 879-MH     | Medieval                              | Els Garidells Al cim de la població                                                | 41° 12′ 29″ N, 1° 14′ 50″ E / 41.208104°N,1.247223°E   | RI-51-0006633 | Castell dels Garidells · Vegeu més fotos d'aquest monument · Carregueu una nova foto d'aquest monument                                       |
| Castell del Milà, o el Castell                                                              | BCIN 1859-MH    | Obra popular XV-XVII                  | El Milà Pl. del Castell, 3                                                         | 41° 14′ 53″ N, 1° 12′ 25″ E / 41.248135°N,1.206885°E   | RI-51-0006641 | Castell del Milà · Vegeu més fotos d'aquest monument · Carregueu una nova foto d'aquest monument                                             |
| Torre de Montferri, o Torre del Moro                                                        | BCIN 1862-MH    | XII                                   | Montferri Dalt del turó de Tossagrossa                                             | 41° 15′ 05″ N, 1° 22′ 02″ E / 41.25139°N,1.36722°E     | RI-51-0006647 | Torre de Montferri · Vegeu més fotos d'aquest monument · Carregueu una nova foto d'aquest monument                                           |
| Castell de Rocamora, o Castell de Montferri, Castell de Puigtinyòs                          | BCIN 1863-MH    | XI                                    | Montferri                                                                          | 41° 15′ 45″ N, 1° 21′ 59″ E / 41.262591°N,1.366287°E   | RI-51-0006646 | Castell de Rocamora (Montferri) · Vegeu més fotos d'aquest monument · Carregueu una nova foto d'aquest monument                              |
| Celler del Sindicat Agrícola de Sant Isidre                                                 | BCIN 1861-MH    | Noucentisme Cèsar Martinell XX (1920) | Nulles C. Estació                                                                  | 41° 15′ 03″ N, 1° 17′ 51″ E / 41.250805°N,1.297512°E   | RI-51-0010775 | Celler del Sindicat Agrícola de Sant Isidre (Nulles) · Vegeu més fotos d'aquest monument · Carregueu una nova foto d'aquest monument         |
| Església de Sant Ramon del Pla de Santa Maria, Església vella de Santa Maria                | BCIN 179-MH     | Romànic XII-XIII, XVIII               | El Pla de Santa Maria Raval de Sant Ramon                                          | 41° 22′ 04″ N, 1° 17′ 17″ E / 41.367729°N,1.288023°E   | RI-51-0001233 | Església de Sant Ramon del Pla de Santa Maria · Vegeu més fotos d'aquest monument · Carregueu una nova foto d'aquest monument                |
| Portals fortificats del carrer Major                                                        | BCIN 1864-MH    | Gòtic-renaixement XVII                | El Pla de Santa Maria C. Major, 1 - c.Major, 56                                    | 41° 21′ 47″ N, 1° 17′ 25″ E / 41.362924°N,1.290152°E   | RI-51-0006678 | Portals fortificats del carrer Major (el Pla de Santa Maria) · Vegeu més fotos d'aquest monument · Carregueu una nova foto d'aquest monument |
| Castell de Selmella                                                                         | BCIN 1282-MH    | Romànic X                             | El Pont d'Armentera En un cim a la serra de Comaverd                               | 41° 25′ 16″ N, 1° 20′ 16″ E / 41.421024°N,1.337742°E   | RI-51-0006682 | Castell de Selmella (el Pont d'Armentera) · Vegeu més fotos d'aquest monument · Carregueu una nova foto d'aquest monument                    |
| Església de Sant Jaume de Montagut                                                          | BCIN 382-MH-EN  | Gòtic XIV                             | Querol Al peu del cim de Montagut                                                  | 41° 24′ 35″ N, 1° 25′ 30″ E / 41.409745°N,1.425048°E   | IPA-443       | Església de Sant Jaume de Montagut (Querol) · Vegeu més fotos d'aquest monument · Carregueu una nova foto d'aquest monument                  |
| Castell de Pinyana, el Castellot                                                            | BCIN 1338-MH    | XI-XIII                               | Querol Ctra. T-213, km 33 camí fins al castell                                     | 41° 24′ 25″ N, 1° 23′ 36″ E / 41.407078°N,1.393471°E   | RI-51-0006690 | Castell de Pinyana (Querol) · Vegeu més fotos d'aquest monument · Carregueu una nova foto d'aquest monument                                  |
| Castell de Querol                                                                           | BCIN 1343-MH    | X-XI, XVII-XVIII                      | Querol A la part més alta del nucli urbà                                           | 41° 25′ 24″ N, 1° 23′ 52″ E / 41.423412°N,1.397888°E   | RI-51-0006689 | Castell de Querol · Vegeu més fotos d'aquest monument · Carregueu una nova foto d'aquest monument                                            |
| Castell de Montagut                                                                         | BCIN 1344-MH    | Medieval                              | Querol Al cim del turó de Montagut                                                 | 41° 24′ 24″ N, 1° 25′ 20″ E / 41.4066667°N,1.4222222°E | RI-51-0006691 | Castell de Montagut (Querol) · Vegeu més fotos d'aquest monument · Carregueu una nova foto d'aquest monument                                 |
| Castell de Saburella, Castell de Savorella                                                  | BCIN 1345-MH    | Romànic, gòtic XII-XIII               | Querol A la dreta del riu Gaià, a l'extrem nord-oest del terme municipal           | 41° 25′ 29″ N, 1° 21′ 47″ E / 41.424635°N,1.363124°E   | RI-51-0006692 | Castell de Saburella (Querol) · Vegeu més fotos d'aquest monument · Carregueu una nova foto d'aquest monument                                |
| Torre del Petrol                                                                            | BCIN 1865-MH    | XIX                                   | La Riba Cim del puig Cabrer, serra de Miramar                                      | 41° 18′ 54″ N, 1° 11′ 28″ E / 41.315°N,1.1911111°E     | RI-51-0006696 | Torre del Petrol (la Riba) · Vegeu més fotos d'aquest monument · Carregueu una nova foto d'aquest monument                                   |
| Castell de Rodonyà                                                                          | BCIN 1866-MH    | Gòtic-renaixement XVI-XVII            | Rodonyà C. Major                                                                   | 41° 16′ 47″ N, 1° 23′ 56″ E / 41.279707°N,1.39887°E    | RI-51-0006706 | Castell de Rodonyà · Vegeu més fotos d'aquest monument · Carregueu una nova foto d'aquest monument                                           |
| Casal dels Marquesos de Vallgornera, el Castell                                             | BCIN 1867-MH    | Obra popular XVII                     | El Rourell Pl. del Castell                                                         | 41° 13′ 24″ N, 1° 13′ 08″ E / 41.22341°N,1.218817°E    | RI-51-0006709 | Casal dels Marquesos de Vallgornera (el Rourell) · Vegeu més fotos d'aquest monument · Carregueu una nova foto d'aquest monument             |
| Castell de Vallmoll                                                                         | BCIN 1716-MH    | XIV-XVII                              | Vallmoll C. Major                                                                  | 41° 14′ 37″ N, 1° 14′ 53″ E / 41.243742°N,1.248048°E   | RI-51-0006770 | Castell de Vallmoll · Vegeu més fotos d'aquest monument · Carregueu una nova foto d'aquest monument                                          |
| Capella del Roser                                                                           | BCIN 230-MH-EN  | Barroc XVII-XVIII                     | Valls C. de la Cort, 24                                                            | 41° 17′ 05″ N, 1° 14′ 57″ E / 41.284603°N,1.249183°E   | RI-51-0003887 | Capella del Roser (Valls) · Vegeu més fotos d'aquest monument · Carregueu una nova foto d'aquest monument                                    |
| Granja Doldellops, la Granja                                                                | BCIN 1851-MH    | Gòtic, barroc, noucentisme XIV        | Valls Partida de la Granja, 46                                                     | 41° 17′ 09″ N, 1° 13′ 15″ E / 41.285948°N,1.220721°E   | RI-51-0006773 | Granja Doldellops (Valls) · Vegeu més fotos d'aquest monument · Carregueu una nova foto d'aquest monument                                    |
| Escut de Can Dasca, escut dels Gornal                                                       | BCIN 3971-MH    | Barroc XVII                           | Valls C. Cort, 5                                                                   | 41° 17′ 04″ N, 1° 14′ 53″ E / 41.2844°N,1.24812°E      | IPA-36568     | Escut de Can Dasca (Valls) · Vegeu més fotos d'aquest monument · Carregueu una nova foto d'aquest monument                                   |
| Muralla de Valls                                                                            | BCIN 4141-MH    | Obra popular XIV                      | Valls C. del Mur                                                                   | 41° 17′ 00″ N, 1° 14′ 47″ E / 41.283329°N,1.246259°E   | IPA-2368      | Muralla de Valls · Vegeu més fotos d'aquest monument · Carregueu una nova foto d'aquest monument                                             |
| Església parroquial de Sant Joan Baptista                                                   | BCIN 4331-MH-EN | Gòtic tardà XVI                       | Valls Pl. de l'Església                                                            | 41° 17′ 02″ N, 1° 14′ 49″ E / 41.283940°N,1.247034°E   | IPA-2362      | Església parroquial de Sant Joan Baptista (Valls) · Vegeu més fotos d'aquest monument · Carregueu una nova foto d'aquest monument            |
| El Castell, Cal Cristí, Casal Castellví                                                     | BCIN 1868-MH    | Gòtic, Renaixement XV-XVI             | Vilabella C. Sant Pere, 1                                                          | 41° 14′ 51″ N, 1° 19′ 50″ E / 41.247415°N,1.330474°E   | RI-51-0006784 | El Castell (Vilabella) · Vegeu més fotos d'aquest monument · Carregueu una nova foto d'aquest monument                                       |
| Castell o Torre de Vilardida, Torre de Cal Tudó                                             | BCIN 1797-MH    | Obra popular XVI-XVII                 | Vila-rodona Turó de Vilardida                                                      | 41° 17′ 10″ N, 1° 21′ 48″ E / 41.286033°N,1.363207°E   | RI-51-0006787 | Castell de Vilardida (Vila-rodona) · Vegeu més fotos d'aquest monument · Carregueu una nova foto d'aquest monument                           |
| Castell de Vila-rodona                                                                      | BCIN 1869-MH    | Obra popular XII                      | Vila-rodona Ctra. de Can Ferré                                                     | 41° 18′ 42″ N, 1° 21′ 38″ E / 41.311792°N,1.360593°E   | RI-51-0006786 | Castell de Vila-rodona · Vegeu més fotos d'aquest monument · Carregueu una nova foto d'aquest monument                                       |

## Patrimoni arqueològic
L'Aqüeducte del Francolí i l'Aqüeducte del Gaià formen part del Conjunt històric de Tarragona amb codi BCIN 206-CH-ZA.